# Edith Heilbronn-Wikström
Edith Heilbronn-Wikström, född 9 januari 1925 i Fürth, död 11 maj 1999 i Stockholm, var en tysk-svensk kemist.
Heilbronn, som var dotter till direktör Philipp Heilbronn och Else Schwarz, blev filosofie kandidat vid Stockholms högskola 1951, filosofie licentiat 1959, filosofie doktor vid Uppsala universitet 1965, docent i biokemi där 1966 och var adjungerad professor i neurokemi vid Stockholms universitet 1974–1976. Hon anställdes vid Försvarets forskningsanstalt (FOA) 1952, blev forskningschef där 1974, prefekt för enheten för neurokemi och neurotoxikologi vid Stockholms universitet 1979 samt professor i neurokemi och neurotoxilogi där 1983. Hon författade skrifter inom biokemi, neurokemi och neurotoxikologi. Hon blev medicine hedersdoktor i Lund 1979.